# Kahimi Karie
Kahimi Karie (カヒミ・カリィ Kahimi Karī), nome real Mari Hiki (比企マリ Hiki Mari, nascida no dia 15 de março de 1968, é uma música japonesa do estilo de Shibuya (Shibuya-kei).
Kahimi canta em inglês, francês e japonês (e outras línguas) com vocais suaves. Uma quantidade de suas canções mais recentes foram escritas por Momus. Ela também tem uma forte relação com Cornelius, que colaborou em inúmeros de seus trabalhos, dos quais o popular selo Trattoria lançou muitos de seus EP na década de 90. Karie atualmente vive em Tóquio, Japão, embora ela faça a maior parte de sua carreira em Paris.
Kahimi nasceu como filha de um médico-chefe em Utsunomiya. Ela cresceu com o seu pai rigoroso, e diz que não teve permissão para fazer coisas que as crianças costumam fazer, como assistir TV, dançar, etc. Ela foi inflienciada por Serge Gainsbourg na sua adolescência. Depois de terminar o Ensino Superior, ela se mudou para Tóquio e entrou em um colégio para estudar fotografia. Depois de se graduar, ela começou uma curta carreira como fotógrafa free-lance. Em 1990, sua amiga montou um selo de gravadora e convidou-a a participar. Ela fez sua estréia como vocalista ao lado de Takako Minekawa como o duo feminino "Fancy Face Groovy Name". Depois de 1994 ele lançou seu primeiro álbum solo "Mike Alway's Diary", que foi produzido por Keigo Oyamada (mais conhecido como Cornelius). Naquela época ela foi chamada de "Princesa Shibuya-kei", e sua relacão pessoal com Oyamada foi altamente publicado pela imprensa. Posteriormente ela se mudou para Paris para prosseguir em carreira. Ela atualmente vive em Tóquio, e recentemente apresentou-se com Yoshihide Otomo e Jim O'Rourke, que também escreveu músicas para ela. Seu cachorro, um buldogue francês de pêlos negros, chama-se "Gomes".
Dois projetos foram lançados em 2007. Um é um DVD ao vivo Muhlifein; o outro é a rara coleção Specialothers.

## Discografia

### Álbuns
- 1997 - Larme de crocodile (Crue-L KYTHMAK-031DA)
- 15 de Julho de 1998 - K.K.K.K.K. (Polydor POCP-7296)
- 24 de Maio de 2000 - Tilt (Polydor POCH-1949)
- 21 de Novembro de 2001 - My Suitor (Polydor)
- 21 de Fevereiro de 2003 - Trapeziste (Victor VICL-61070)
- 21 de Maio de 2004 - Montage (Victor VICL-61374)
- 25 de Outubro de 2006 - NUNKI (Victor VICL-62135)

### Álbuns Remix
- 1998 - a K is a K is a K (Polydor)
- 1998 - Kahimi Karie Remixes (Crue-L KYTHMAK-038D)

### Álbuns de Coletâneas
- 8 de Setembro de 1998 - Kahimi Karie (Minty Fresh [US])
- 30 de Setembro de 1998 - The Best Of Trattoria Years Plus More (Trattoria Menu.164/FC-023/PSCR-5708)
- 2000 - K.K.Works 1998-2000 (Polydor)
- 2007 - Specialothers (Victor VICL-62433)

### LPs, EPs, Singles
- 1992 - Kahimi Karie and the Crue-L Grand Orchestra / Mike Alway's Diary (Crue-L KYTHMAK-003D/CRUKAH-002D)
- 1994 - Girly (Crue-L KYTHMAK-011D/CRUKAH-003D)
- 1995 - I am a kitten (Kahimi Karie sings Momus in Paris) (Crue-L KYTHMAK-015D)
- 1995 - My First Karie (Trattoria Menu.56/PSCR-5348)
- 26 de Julho de 1995 - Leur L'existence (Trattoria Menu.62/PSCR-9102)
- 16 de Outubro de 1995 - Good Morning World (Trattoria Menu.70/PSDR-5237)
- 9 de Junho de 1996 - HUMMING ga kikoeru (Trattoria)
- 26 de Junho de 1996 - Le Roi Soleil (Trattoria Menu.99/PSCR-5500)
- 1997 - Tiny King Kong (Crue-L KYTHMAK-029D)
- 29 de Junho de 1998 - One Thousand 20th Century Chairs (Polydor POCP-7297)
- 29 de Março de 2000 - Once Upon A Time (Polydor POCH-1913)
- 26 de Abril de 2000 - Journey To The Center Of Me (Polydor POCH-1927)
- 24 de Março de 2004 - NaNa (Victor VICL-35620)

### DVD
- 4 de Outubro de 2006 - KOCHAB (Victor VIBL-344)
- 25 de Julho de 2007 - Muhlifein (Victor VIBL-391)

### Especial
- 24 de Maio de 2000 - K.K. LIMITED EDITION 2000(Live Tour VHS, Live Tour CD, Remix CD, T shirts, Bag, Stickers, Badges and Photobook.Limited only for this)(UPCH-9006)

### Participações em outros álbuns
- 1995 - 69/96 GIRL MEETS CASSETTE no álbum de Cornelius69/96
- 1996 - Good Morning World no álbum Sushi 3003
- 2001 - Subete wo yurashite (On a Chair) no álbum remix Fantastic Plastic Machine Contact
- 2005 - COZMO-NAUGHTY no álbum de m-flo Beat Space Nine
- 2005 - Várias faixas do álbum de Otomo YoshihideONJO álbum apresentado por Kahimi Karie.
- 2005 - Blue Orb no soundtrack do jogo para playstation We Love Katamari

## Ligações Externas
- Site Oficial
- Site Oficial de Kahimi Karie pela Victor Entertainment